# Bałtyckie niebo
Bałtyckie niebo (tyt. oryg. ros. Балтийское небо) – radziecki film wojenny z 1960 roku, w reżyserii Władimira Wengerowa, na motywach powieści Nikołaja Czukowskiego.

## Fabuła
Akcja filmu rozgrywa się w czasie oblężenia Leningradu przez armię niemiecką, w latach 1941-1942. Bohaterami filmu są piloci myśliwscy, walczący na samolotach I-16, pod dowództwem kapitana Rassochina. W walkach z niemieckimi asami przestworzy giną bohatersko kolejni piloci radzieckiej eskadry. Jeden z nich, Tatarenko zakochuje się w dziewczynie z Leningradu - Soni. Sonia po śmierci matki i dziadka sama opiekuje się 9-letnim bratem. Związek z pilotem, który po wyleczeniu ran, powraca do służby zmienia życie Soni.

## Obsada
- Ludmiła Gurczenko jako Sonia Bystrowa
- Oleg Borisow jako Tatarenko
- Piotr Glebow jako Łunin
- Wsiewołod Płatow jako Sierow
- Michaił Uljanow jako Rassochin
- Rołan Bykow jako Kabankow
- Michaił Kozakow jako Bajsejtow
- Inna Kondratiewa jako Maria Siergiejewna
- Wiktor Pierewałow jako Sławka Bystrow
- Paweł Łuspiekajew jako Kuzniecow
- Fiodor Szmakow jako Uwarow
- Paweł Usowniczenko jako Proskuriakow
- Ludmiła Wołyńska jako Anna Stiepanowna